# ماتياس بلازكز
ماتياس بلازكز (بالإسبانية: Matías Blázquez)‏ هو مدرب كرة قدم ولاعب كرة قدم تشيلي في مركز الدفاع، ولد في 8 مايو 1991 في فينيا ديل مار في تشيلي. شارك مع منتخب تشيلي تحت 20 سنة لكرة القدم. أما مع النوادي، فقد لعب مع إيفرتون دي فينا ديل مار وديبورتيس إيكيكي.

## وصلات خارجية
- ماتياس بلازكز على موقع قاعدة بيانات كرة القدم.إي يو (الإنجليزية)
- ماتياس بلازكز على موقع Soccerway.com (الإنجليزية)
- ماتياس بلازكز على موقع AS.com (الإسبانية)